# Alex Martinho
Alex Martinho (Niterói, 7 de julho de 1971) é um guitarrista brasileiro.

## Biografia
Formado pelo GIT (Musicians Institute - USA) em 1992, Alex é colaborador efetivo de conceituadas revistas especializadas em música, como Cover Guitarra (onde tem uma coluna mensal desde 1999), Guitar Player e Música e Tecnologia.
Em 1998 e 1999, acompanhou a banda do Celso Blues Boy.
Ele é endorser das empresas NIG, N Zaganin, Snake, Sergio Rosar e Powerclick.

## Discografia

### Solo
- 1994 - "Alex Martinho"
- 2001 - "Evolution"
- 2011 - "Universo em Mim"

### Em parceria comSydnei Carvalho
- (2004) - "Intensity"
- (2006) - "Intuition"[3]
- (2009) - "Double Vision" (DVD Duplo)[4][5]

### Com a BandaHomônima
- 2005 - "RHUNA"

## Prêmios e indicações
- 1995 - Prêmio Sharp de Música - CD Alex Martinho (indicado)[6]
- 2005 - Prêmio Claro - Melhor Cd de musica instrumental do ano (CD Intensity)[7]
- 2007 - Prêmio Toddy/Revista Dinamite de Música Independente - Melhor CD Instrumental do Ano (CD Intuition)[8][9]